# Ningxia-Universität
Die Ningxia-Universität (chinesisch 寧夏大學 / 宁夏大学, Pinyin Níngxià Dàxué; engl. Ningxia University) ist eine Universität in Yinchuan, der Hauptstadt des Autonomen Gebietes Ningxia der Hui-Nationalität in der Volksrepublik China am Oberlauf des Gelben Flusses.
Sie wurde 1958 gegründet und ist das Ergebnis des Zusammenwirkens zwischen der Regierung des Autonomen Gebietes Ningxia und dem Bildungsministerium der Volksrepublik China. Die Institution ist eine der Schwerpunktuniversitäten von Chinas Förderinitiative Projekt 211.

## Publikationen (Auswahl)
- Ningxia daxue xuebao 宁夏大学学报 (Journal of Ningxia University)